# Joseph Hubert Reinkens
Joseph Hubert Reinkens (Aquisgrana, 1º marzo 1821 – Bonn, 4 gennaio 1896) è stato un teologo e vescovo vetero-cattolico tedesco.
Con Ignaz von Döllinger, Johann Friedrich von Schulte e Franz Heinrich Reusch pose le basi per la Chiesa vetero-cattolica.

## Vita
Reinkens proveniva da una famiglia poco agiata e con numerosi bambini. Dopo che nel 1836 morì sua madre e il padre divenne inabile al lavoro, lavorò per qualche tempo in una fabbrica ad Aquisgrana, prima di poter frequentare il ginnasio nel 1840. Dal 1844 studiò teologia e filologia classica a Bonn.
Il 3 settembre 1848 fu ordinato presbitero a Colonia e completò un ulteriore studio della Storia della Chiesa a Bonn. In seguito, nel 1850, divenne Dottore di ricerca a Monaco con una dissertazione su Clemente Alessandrino, e si è aggiudicò un posto presso l'Università di Breslavia, dove ottenne l'abilitazione all'insegnamento. Nel 1853 è divenne un professore straordinario e vice predicatore del duomo, nel 1857 divenne professore di Storia della Chiesa.
Durante la diatriba tra il vescovo Heinrich Förster e il professor Johann Baptist Baltzer prese le parti di quest'ultimo. Con Ignaz von Döllinger, Johann Friedrich von Schulte e Franz Heinrich Reusch, scrisse tra il 26 e il 27 agosto 1870, la dichiarazione di Norimberga contro il Concilio Vaticano I, e da allora si dedicò interamente alla causa dei vetero-cattolici, che il 4 giugno 1873 lo elessero a Colonia come loro primo vescovo. L'11 agosto 1873 fu consacrato a Rotterdam da Hermann Heykamp, vescovo vetero-cattolico di Deventer. Fino alla sua morte nel 1896 fu a capo della diocesi tedesca.
La facoltà filosofica dell'Università di Lipsia gli riconobbe nel 1871 la laurea honoris causa.

## Genealogia episcopale
La genealogia episcopale è:
- Chiesa cattolica
  - Cardinale Scipione Rebiba
  - Cardinale Giulio Antonio Santori
  - Cardinale Girolamo Bernerio, O.P.
  - Arcivescovo Galeazzo Sanvitale
  - Cardinale Ludovico Ludovisi
  - Cardinale Luigi Caetani
  - Vescovo Giovanni Battista Scanaroli
  - Cardinale Antonio Barberini iuniore
  - Arcivescovo Charles-Maurice le Tellier
  - Vescovo Jacques Bénigne Bossuet
  - Vescovo Jacques de Goyon de Matignon
  - Vescovo Dominique Marie Varlet
- Chiesa Romano-Cattolica olandese del Clero Vetero Episcopale
  - Arcivescovo Petrus Johannes Meindaerts
  - Vescovo Johannes van Stiphout
  - Arcivescovo Walter van Nieuwenhuisen
  - Vescovo Adrian Jan Broekman
  - Arcivescovo Jan van Rhijn
  - Vescovo Gisbert van Jong
  - Arcivescovo Willibrord van Os
  - Vescovo Jan Bon
  - Arcivescovo Johannes van Santen
- Chiesa Vetero-Cattolica
  - Vescovo Hermann Heykamp
  - Vescovo Joseph Hubert Reinkens

## Opere (selezione)
- De Clemente presbytero Alexandrino theologo. Breslavia, 1850
- Ilario di Poitiers: Una monografia. Sciaffusa, Hurter, 1864
- La filosofia della storia di S. Agostino: una critica del materialismo delle prove contro l'esistenza dell'anima; discorso tenuto a l'assunzione del rettorato dell'Università di Breslavia, 15 ottobre 1865. Sciaffusa, Hurter, 1866 - versione digitalizzata
- Sull'infallibilità papale: alcune riflessioni. Monaco di Baviera, Oldenburg, 1870
- Aristotele: sull'arte, in particolare per quanto riguarda la tragedia. Esegetica e studi critici. Vienna, Braumüller, 1870
- Rivoluzione e Chiesa. Risposta a una domanda al giorno per quanto riguarda l'attuale tendenza e la pratica della Curia Romana. Bonn, Neusser, 1876, 6 volumi
- Sull'unità della Chiesa cattolica. Würzburg, 1877
- Lessing sulla tolleranza, Lipsia, Grieben, 1883
- Luise Hensel e le sue canzoni. Bonn, Neusser, 1877
- Melchior Diepenbrock. Un'immagine del tempo e della vita. Lipsia, Fernau, 1881